# 马多讷和拉姆雷
马多讷和拉姆雷（法語：Madonne-et-Lamerey，法語發音：[madɔn e lamʁɛ] ⓘ）是法国大東部大區孚日省的一个市镇，属于埃皮纳勒区。

## 地理
马多讷和拉姆雷（48°13'17"N, 6°14'7"E）面积7.02 平方千米，位于法国大東部大區孚日省，该省份为法国东北部内陆省份，北起默兹省和默尔特-摩泽尔省，西接上马恩省，南至上索恩省和贝尔福地区省，东临上莱茵省和下莱茵省。
与马多讷和拉姆雷接壤的市镇（或旧市镇、城区）包括：布兹蒙、锡尔库尔、达马和贝特涅、代尔巴蒙、栋派尔、伊隆河畔维尔。
马多讷和拉姆雷的时区为UTC+01:00、UTC+02:00（夏令时）。

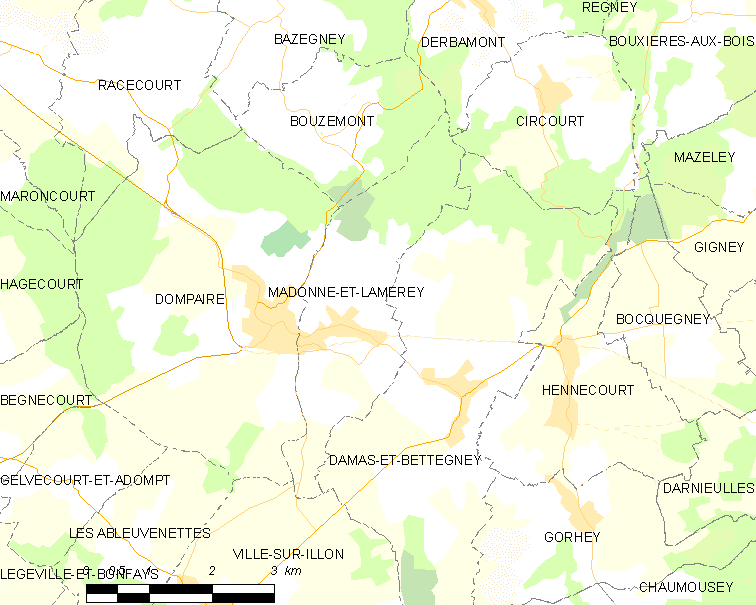
马多讷和拉姆雷的OSM定位图

## 行政
马多讷和拉姆雷的邮政编码为88270，INSEE市镇编码为88281。

## 政治
马多讷和拉姆雷所属的省级选区为达尔内县。

## 人口

1962-2008年间马多讷和拉姆雷人口变化图示

马多讷和拉姆雷于2022年1月1日时的人口数量为407人。